# أغمض عيني (فلم)
أغمض عيني (بالإنجليزية:  Close My Eyes) فيلم دراما رومانسية بريطاني كتبه وأخرجه ستيفن بولياكوف عام 1991. الفيلم من بطولة آلان ريكمان، كليف أوين، وساسكيا ريفز  وتدور الأحداث حول قصة حب محرم بين أخ وأخته تتطور إلى علاقة جنسية، خلف ستار حياة الطبقة العاملة العادية.
صدر الفيلم إلى دور العرض البريطانية في 6 سبتمبر 1991.
منح موقع قاعدة بيانات الأفلام على الإنترنت (IMDB) الفيلم درجة 6.2/ 10.
فاز الفيلم بجائزة "إيفنينج ستاندارد" لأفضل فيلم بريطاني لعام 1992.

## طاقم التمثيل
آلان ريكمان: في دور سنكلير براينت
كليف أوين: في دور ريتشارد جيليسبي
ساسكيا ريفز: في دور ناتالي جيليسبي
كارل جونسون: في دور كولين
ليزلي شارب: في دور جيسيكا
كيت غارسيد: في دور بولا
نيال بوجي: في دور جيف
كارين نايت: في دور فيليبا
كامبل موريسون: في دور سكوتسمان
آني هايز: في دور موظفة استقبال
ماكسويل هاتشيون: في دور محاور
جيرالدين سومرفيل: في دور رئيسة ناتالي في العمل
هيلين فيتزجيرالد: في دور فتاة اسكتلندية
كريستوفر بار: في دور نولي
جوردون سالكليد: قي دور حمال الفندق
تشوي لينغ مان: في دور خادمة
جون البسيني: في دور شاب
ماري باساريلي: في دور سيلينا
جانيس وينترز: في دور دورين 

## أحداث الفيلم
نشأ وتربى ريتشارد جيليسبي (كليف أوين) بعيداً عن أخته الكبرى ناتالي (ساسكيا ريفز)، ولم يروا بعضهم البعض إلا من حين لآخر. بعد رحيل الوالدين، يستيقظ ريتشارد ليكتشف أن ناتالي تبكي، فهي وحيدة بعد إنتهاء علاقة عاطفية، ويعانقها، وتطلب منه تقبيلها. بعد سنتين تشعر ناتالي بالإحباط من عملها كسكرتيرة، بينما يتمتع ريتشارد بأسلوب حياة ممتعة في اسكتلندا. تتزوج ناتالي من سنكلير (آلان ريكمان)، رجل الأعمال الثري، وتنتقل للعيش في بيت كبير. يحضر ريتشارد العشاء في بيت ناتالي ويتعرف على سنكلير ويلاحظ أن ناتالي أصبحت أكثر جاذبية وينمو التجاذب الجسدي بين الشقيقين وبعد فترة تتطور علاقتهم الى علاقة جنسية.
تخبر ناتالي زوجها سنكلير أنها ستكون في نونتون لقضاء عطلة نهاية الأسبوع في العمل ولكنها تلتقي بريتشارد الذي يشعر بالقلق من أن علاقتهم غير شرعية، بينما تبدو ناتالي غير منزعجة. يشك سنكلير في زوجته عندما يكتشف أنها غير مسجلة في الفندق الذي من المفترض أن تقيم فيه. تقترح ناتالي أن يجد ريتشارد فتاة يصادقها. يتحقق ذلك ويتصل ريتشارد بشقيقته ليخبرها أنه وجد صديقة تدعى بولا (كيت غارسيد). يلتقي ريتشارد وناتالي في أحد الفنادق وتخبره أن سنكلير يساوره الشك ولا ينبغي أن يروا بعضهم البعض في المستقبل القريب. يزور ريتشارد رئيسه في العمل كولن (كارل جونسون) في المستشفى ويصطحبه لحضور اجتماع عمل. يذهب ريتشارد لزيارة ناتالي وسنكلير الذي يصطحبه في رحلة بحرية على متن قارب في النهر، ويخبره بعلمه أن ناتالي تقيم علاقة غرامية. يتظاهر ريتشارد بالجهل، ويشعر أنه محطم عندما يخبره أنه وناتالي سينتقلان إلى أمريكا قريبًا. يلتقي ريتشارد لناتالي ويرجوها أن تبقى، ويرجع إلى بيته ليحاول الانتحار بابتلاع كمية كبيرة من الحبوب ولكنه لا يفلح.
يحضر رينشارد حفل وداع سنكلير وناتالي وهو متقلب المزاج وممتعض. يهاجم ناتالي متهما إياها باستخدامه. تكشف ناتالي أنها وسنكلير لن ينتقلوا إلى أمريكا، وأثناء الحفلة يكشف سنكلير عن معرفته بعلاقة ريتشارد مع زوجته. يمشي الثلاثة على ضفاف النهر، ويبدو أن ريتشارد يتقبل نهاية حبه المهووس بناتالي.

## إنتاج الفيلم
يعد الفيلم استكمالاً لعمل الكاتب والمخرج ستيفن بولياكوف في مسرحيته "ضرب المدينة Hitting Town" التي صدرت عام 1976، حيث أن الحبكة الرئيسية لا تزال واحدة في العملين (المسرحية والفيلم) سفاح المحارم للأخ / الأخت، ويعيد الفيلم استخدام بعض الأسطر من تلك المسرحية في حوار بين شخصيات الأخ والأخت، علاوة على ذلك، يغطي الفيلم أيضًا الفوضى (كما يراها الفيلم) التي كانت المراحل الأولى من تطوير دوكلاندز في لندن، والركود في أواخر الثمانينيات والمواقف تجاه الإيدز. الاختلاف بين العملين هو استبدال القديم بالجديد، ممثلة بصريًا بالمباني القديمة والجديدة.
تم تصوير الفيلم بشكل أساسي في لندن، وعلى وجه التحديد، لندن دوكلاندز مع وجود سنكلير ومنزل ناتالي في مارلو، باكينجهامشير. تم تصوير الحفلة الكبرى التي كانت مشهد ذروة الفيلم في بولسدن لاسي في بوكهام، ساري. المشاهد الأخيرة على طول النهر في هينلي أون تيمز، أوكسفوردشاير.

## استقبال الفيلم
منح موقع "الطماطم الفاسدة" الفيلم تقييماً مقداره 67% بناءاً على آراء 6 نقاد سينمائيين، ومنح موقع "ميتاكريتيك" الفيلم تقييماً مقداره 45% بناءاً على آراء 13 ناقداً سينمائياً.
كتب كريس أليسون على موقع سكرين اونلاين: "يستخدم المخرج ستيفن بولياكوف المحرمات للسلوك الجنسي غير التقليدي كاستعارة لللامسؤولية الأخلاقية والسياسية في الثمانينيات التاتشرية. يسلط الضوء على الطبيعة الغامضة للتقدم الاقتصادي وتأثيراته على الأفراد والعلاقات"، يواصل الكاتب قائلاً: "بصريًا، يعد فيلم "أغمض عيني" رائعًا، ويتميز بتصميمات الإنتاج، ويسلط الضوء على اهتمام بولياكوف بالهندسة المعمارية والتصميم ..... يلتقط الفيلم أجواء الصيف الإنجليزي النموذجي - تنعكس الشمس على المباني الزجاجية في المدينة، وحفلات الحديقة، والنزهات على ضفاف النهر ومباريات الكريكيت. تضيء مشاهد ريف ساري ونهر التايمز في ريتشموند بأشعة الشمس الذهبية الجميلة. يقول ريتشارد بعد زيارة منزل ناتالي الريفي: "كان الأمر أشبه بكونك داخل عالم كامل ملون".
كتب آندي وب على موقع موفي سين: "هو فيلم مثير للاهتمام لأنه يتعمق في علاقة سفاح المحارم المدمر بين الأخ والأخت حيث ينتقل من جانب إلى الآخر. لكنه أحد تلك الأفلام التي تستحق المشاهدة مرة واحدة، فهو ليس نوع الفيلم الذي ستجد أي رغبة في مشاهدته مرة أخرى"، ومنح الفيلم ثلاثة نجوم من أصل خمسة.

## جوائز وترشيحات
جوائز المساء القياسية البريطانية للأفلام عام 1992: فاز بجائزة أفضل فيلم (ستيفن بولياكوف)، وجائزة أفضل ممثل (آلان ريكمان)
جوائز أفلام دائرة نقاد لندن 1992: فاز بجائزة أفضل ممثل بريطاني لهذا العام (آلان ريكمان)
مهرجان سياتل السينمائي الدولي 1991: فاز بجائزة أفضل ممثل (آلان ريكمان) جولدن سبيس نيدل

## وصلات خارجية
https://mubi.com/films/close-my-eyes أغمض عيني (فيلم)
https://www.imdb.com/title/tt0101595/ أغمض عيني (فيلم)
https://letterboxd.com/film/close-my-eyes/ أغمض عيني (فيلم)
https://www.filmaffinity.com/us/film970608.html أغمض عيني (فيلم)
https://www.blu-ray.com/Close-My-Eyes/677488/ أغمض عيني (فيلم)
https://www.allmovie.com/movie/close-my-eyes-v10032 أغمض عيني (فيلم)
https://www.themoviedb.org/movie/53896-close-my-eyes أغمض عيني (فيلم)
https://www.allocine.fr/film/fichefilm_gen_cfilm=34726.html أغمض عيني (فيلم)
https://www.tcm.com/tcmdb/title/71100/close-my-eyes#overview أغمض عيني (فيلم)